# Varennes-Saint-Sauveur
Varennes-Saint-Sauveur – miejscowość i gmina we Francji, w regionie Burgundia-Franche-Comté, w departamencie Saona i Loara.
Według danych na rok 1990 gminę zamieszkiwało 1039 osób, a gęstość zaludnienia wynosiła 34 osoby/km² (wśród 2044 gmin Burgundii Varennes-Saint-Sauveur plasuje się na 222. miejscu pod względem liczby ludności, natomiast pod względem powierzchni na miejscu 171.).